# Colorado City, Texas
Colorado City là một thành phố thuộc quận Mitchell, tiểu bang Texas, Hoa Kỳ. Năm 2010, dân số của xã này là 4146 người.

## Dân số
- Dân số năm 2000: 4281 người.
- Dân số năm 2010: 4146 người.